# Incognito (système d’exploitation)
Incognito était une distribution Linux basée sur Gentoo Linux. Sa principale caractéristique était d’intégrer par défaut des outils d’anonymat et de sécurité tels que Tor et pouvant être utilisé comme Live CD ou Live USBs,.
Son développeur a annoncé sur la page d'accueil du projet qu'Incognito a été interrompu. Il recommande Tails comme alternative. 

## Historique des versions
| Numéro de version   | Date de sortie  |
| ------------------- | --------------- |
| 20080109.1          | 26 janvier 2008 |
| 2008.1              | 2 août 2008     |
| 2008.1 (révision 1) | 5 août 2008     |

## Outils d’anonymat et de sécurité intégrés
- Tor, un réseau informatique superposé permettant une navigation Internet anonyme.
- TrueCrypt, un utilitaire de chiffrement de fichiers et de partitions.
- Enigmail, une extension de sécurité pour le client de messagerie Thunderbird.
- Torbutton, un plugin pour améliorer l’anonymat de Tor dans le navigateur Firefox.
- FireGPG, un plugin Firefox pour utiliser GnuPG pour Webmail.
- GnuPG, implémentation OpenPGP pour le chiffrement.
- KeePassX, un gestionnaire de mots de passe.

Outre ces outils, la mémoire vive est écrasée lors de l’arrêt du système pour empêcher toute possibilité de récupération de données ultérieurement. 

## Licence
Le projet Tor répertoriait Incognito parmi les titulaires de licence de la marque Tor. Conformément à cet accord de licence, Incognito avait le droit d’utiliser le nom et le logo Tor.